# Rio São Camilo
Der Rio São Camilo ist ein etwa 29 km langer linker Nebenfluss des Rio Piquiri im Westen des brasilianischen Bundesstaats Paraná.

## Etymologie
Der Fluss trägt den Namen des Heiligen Kamillus von Lellis. Kamillus gründete 1582 den Orden der Kamillianer.

## Geografie

### Lage
Das Einzugsgebiet des Rio São Camilo befindet sich auf dem Terceiro Planalto Paranaense (Dritte oder Guarapuava-Hochebene von Paraná).

### Verlauf
Der Rio São Camilo entsteht auf 298 m Meereshöhe im Munizip Nova Santa Rosa  etwa 12 km südwestlich des Stadtgebiets an der Grenze zum Munizip Maripá aus dem Zusammenfluss der Sangas (Bäche) Mercador (rechts) und 20 de Fevereiro (links).
Der Fluss verläuft in nördlicher Richtung.  
Etwa 1 km nach seinem Ursprung wechselt er ins Munizip Palotina, das er bis zu seiner Mündung nicht mehr verlässt.  
Er mündet auf 233 m Höhe in der Nähe des Dorfs São Camilo (Distrikt von Palotina) von links in den Rio Piquiri. Er ist etwa 29 km lang.

### Munizipien im Einzugsgebiet
Am Rio São Camilo liegen die drei Munizipien Nova Santa Rosa, Maripá und Palotina.